# Посадочный модуль

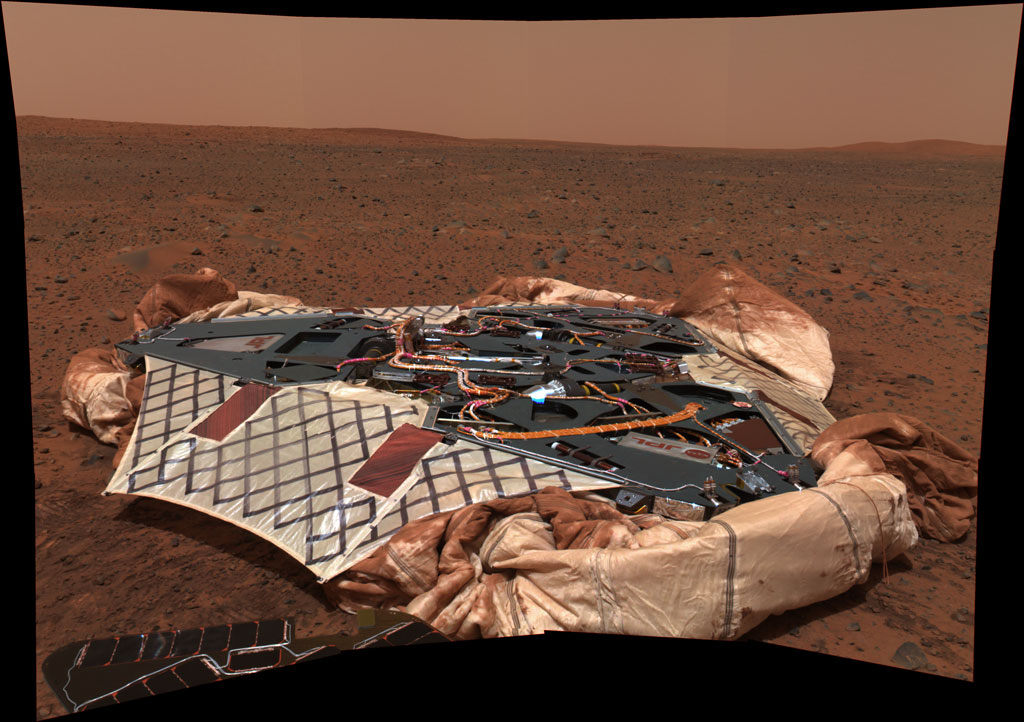
Посадочная платформа марсохода «Спирит».

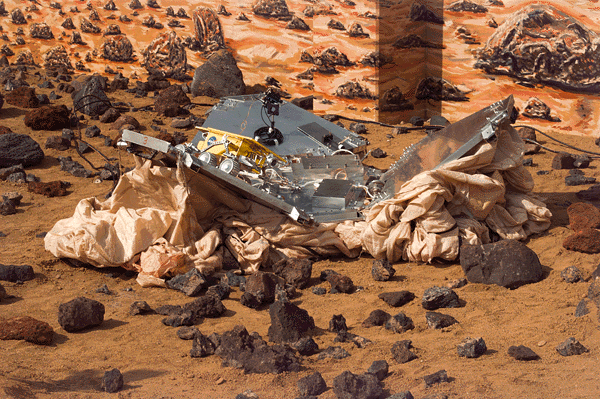
Стационарная марсианская станция «Mars Pathfinder» раскрывается после посадки (рисунок)

Посадочный аппарат — космический аппарат, предназначенный для мягкой посадки на поверхности астрономического объекта. После посадки аппарат продолжает работу.
Посадочный аппарат может являться отделяющейся частью другого космического аппарата.

## Аппараты для посадки на кометы и астероиды
В рамках программы полёта космического аппарата «Розетта» 12 ноября 2014 г выполнена посадка аппарата «Филы» на комету 67P/Чурюмова-Герасименко.  Посадочный аппарат выполнил свою главную задачу — взял пробы грунта и передал данные на Землю.
Посадка на подобном малом теле, астероиде 433 Эрос, была проведена зондом NEAR Shumaker, несмотря на тот факт, что NEAR не разрабатывался для посадки.
Космический аппарат «Хаябуса» сделал несколько попыток посадки на астероид 25143 Итокава с переменным успехом, включая неудавшуюся высадку вездехода.

## Зонд исследования плотных слоев атмосферы Юпитера
Космический аппарат «Галилео» сбросил небольшой зонд в плотные слои атмосферы Юпитера, но поскольку Юпитер — газовый гигант, у которого нет понятия поверхность, до сих пор идут споры о том, можно ли это называть посадкой.

## Лунные посадочные аппараты

### Исторический обзор
Мягкая посадка автоматических межпланетных станций Луна-1, Луна-2, Луна-3 и девяти станций  Рейнджер не предусматривалась.
Космический аппарат СССР «Луна-9» был первым, совершившим в 3 февраля 1966 году мягкую посадку и передавшим фотоизображения на Землю. 

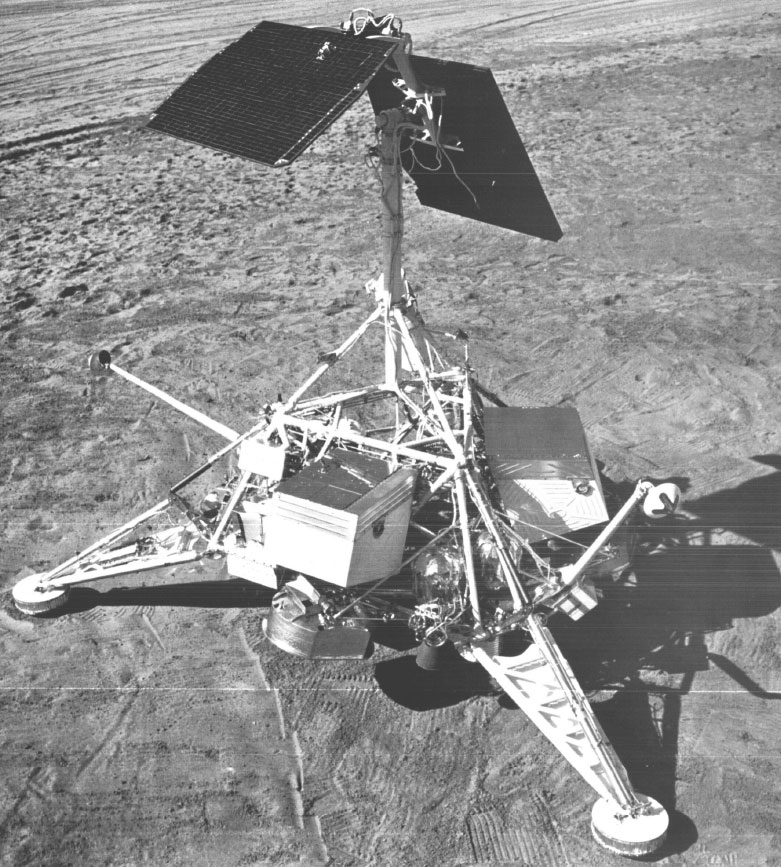
«Сервейер»

Американская программа «Сервейер» разрабатывалась для определения мест безопасной посадки космических кораблей серии «Аполлон». Поэтому необходима была мягкая посадка для исследования грунта и определения толщины пылевого слоя, которая была неизвестна до Сервейеров. «Сервейер-1» - первый космический аппарат США который совершил мягкую посадку на Луну 2 июня 1966 года.
Лунные спускаемые модули Аполлонов для посадки астронавтов и автоматические межпланетные станции серии «Луна» для доставки луноходов - дистанционно управляемых самоходных аппаратов использовали ракетные тормозные системы при мягкой посадке на поверхность Луны.

## Посадочный аппарат на Титане — спутнике Сатурна
Зонд Гюйгенс, который нес на себе космический аппарат Кассини, был разработан для посадки как на твёрдую, так и на жидкую поверхность. Его тщательно испытывали, проводя испытательные сбросы, чтобы быть уверенным, что он сможет пережить посадку и действовать по меньшей мере 3 минуты. Однако посадка 14 января 2005 года оказалась не такой жесткой, как планировалось и зонд проработал более двух часов после посадки.

## Посадочные аппараты для планет земного типа
Планеты земного типа часто являются целью миссий с использованием посадочных аппаратов. Пока не предпринималось попыток посадки на Меркурий (в ФКП России на 2010—2020 года был включен проект Меркурий-П, планируется к запуску в 2019 году), но Марс и Венера были исследованы.

### Венера
Во время советской программы «Венера» использовалось много посадочных модулей. После нескольких неудачных попыток 15 декабря 1970 года спускаемый аппарат станции «Венера-7» впервые в истории совершил мягкую посадку на поверхность Венеры, данные о температуре передавались с поверхности в течение 20 минут. «Венера-8» проработала на поверхности 50 мин и получены данные о температуре, давлении и освещённости.
«Венера-9» 22 октября 1975 года первые в мире фотографии, переданные с поверхности другой планеты.

### Марс
2 декабря 1971 года с помощью спускаемого аппарата советской АМС «Марс-3» была произведена первая в истории мягкая посадка автоматической марсианской станции на поверхность Марса. Вскоре после посадки станция начала передачу панорамы окружающей поверхности, но полученная часть панорамы представляла собой серый фон без единой детали. Через 14,5 секунд сигнал пропал. (По воспоминаниям академика М. Я. Марова сигнал пропал через 20 секунд). Тем не менее, автоматическая марсианская станция «Марса-3» является первой. Причиной потери связи, возможно, была самая крупная пылевая буря с начала астрономических наблюдений красной планеты.
Спускаемый аппарат АМС «Марс-2» 27 ноября 1971 года потерпел крушение при посадке.
Спускаемый аппарат АМС «Марс-6» 12 марта 1974 года достиг поверхности Марса. Связь была потеряна перед посадкой, в непосредственной близости от поверхности Марса.

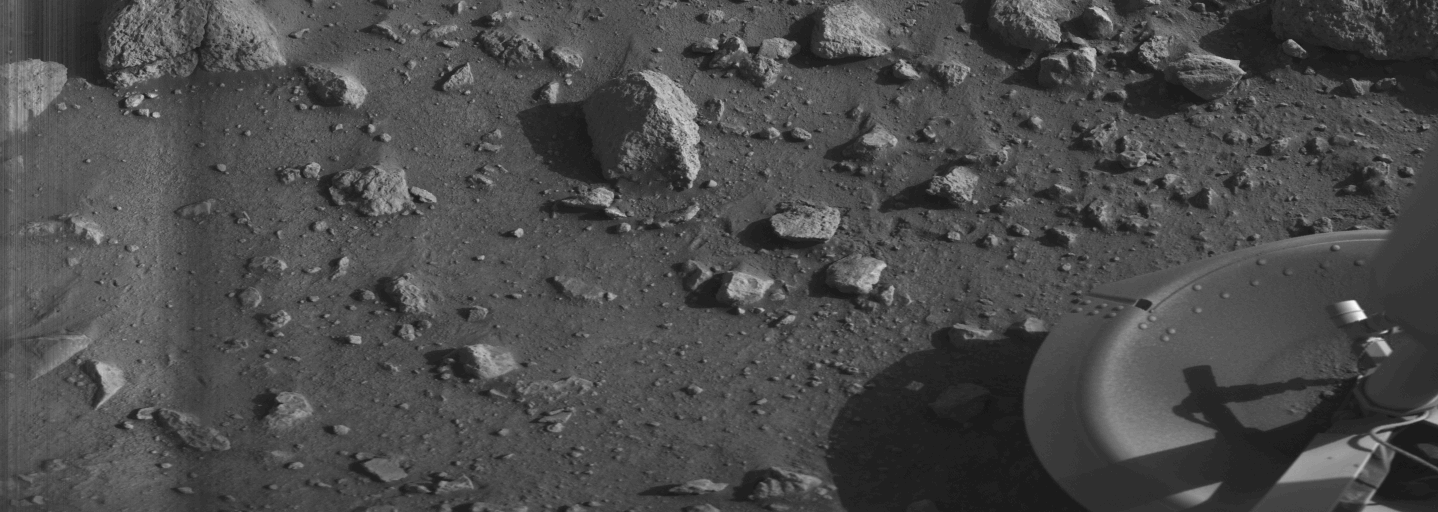
Первое изображение поверхности Марса, передано автоматической марсианской станцией «Викинг-1» 20 июля 1976 г

«Викинг-1» и «Викинг-2» были запущены соответственно в августе и сентябре 1975, каждый состоял из орбитальной станции — искусственного спутника Марса и спускаемого аппарата с автоматической марсианской станцией. Спускаемый аппарат «Викинг-1» совершил посадку в июле 1976, а спускаемый аппарат «Викинг-2» в сентябре 1976. Программа Викингов закончилась в феврале-марте 1983 г., после того как не удалось возобновить потерянную 11 ноября 1982 г. связь с марсианской станцией «Викинг-1».
«Mars Pathfinder» был запущен в декабре 1996 и в июле 1997 г доставил на Марс первый в истории планетоход, названный «Sojourner» и автоматическую марсианскую станцию. 27 сентября 1997 года состоялся последний сеанс связи с аппаратом. Станция перестала функционировать, вероятно в результате выхода из строя батареи, отказавшей вследствие большого числа циклов разряда/заряда. Батарея использовалась для нагрева электроники станции до уровня чуть выше ожидаемой ночной температуры Марса. После отказа батареи, низкие температуры вызвали поломку необходимого оборудования, и, в конечном итоге, потерю связи.
Европейский спускаемый аппарат с автоматической марсианской станцией «Бигль-2» успешно отделился от межпланетной станции «Марс Экспресс» 19 декабря 2003 г. когда станция летела по межпланетной траектории и приближалась к Марсу. Ожидалось что мягкая посадка состоится 25 декабря 2003 г. но подтверждающий сигнал не был получен. По причине отсутствия связи «Бигль-2» 6 февраля 2004 г. был объявлен потерянным.

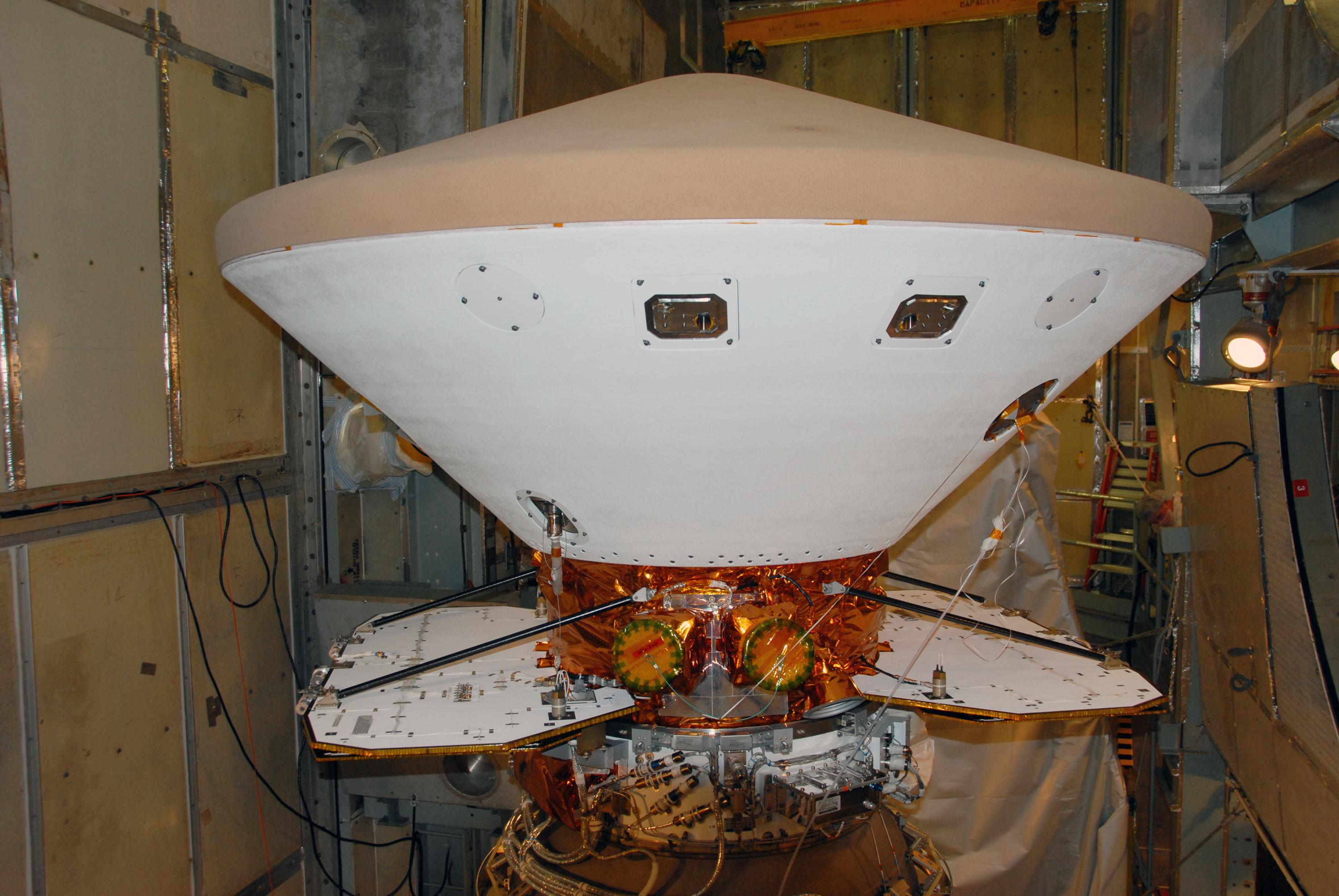
«Феникс» в сборе. Конический спускаемый аппарат и перелётный блок

Исследовательские марсоходы «Спирит» и «Оппортьюнити» стартовали в июне и июле (соответственно) 2003 г. Они достигли марсианской поверхности в январе 2004. По состоянию на 1 ноябрь 2013 года функционирует Оппортьюнити, со «Спиритом» в 2010 году потеряна связь.
Спускаемый аппарат «Феникс» успешно произвел мягкую посадку на поверхности Марса 25 мая 2008. Впервые автоматическая марсианская станция работала в приполярном районе Марса до 2 ноября 2008 года.
6 августа 2012 года спускаемый аппарат АМС «Марсианская научная лаборатория» доставил на поверхность Марса марсоход третьего поколения «Кьюриосити». По состоянию на 1 ноябрь 2013 года марсоход функционирует.

#### Места посадок автоматических станций на Марсе
Спирит

Оппортьюнити

Соджорнер
Викинг-1

Викинг-2

Феникс

Марс-3

Кьюриосити
Скиапарелли